# لهجة بنادري
لهجة بنادري الصومالية، ويشار إليها أيضًا باسم "الصومالية الساحلية" (بالصومالية: Af Reer Xamar)‏، هي إحدى لهجات اللغة الصومالية، ويتحدث بها البنادريون الذين يقطنون في ساحل بنادر جنوب الصومال وحتى كينيا.

## نظرة عامة
تُنطق اللهجة البنادرية الصومالية في المناطق المطلة على ساحل بنادر والواقعة بين عدلي ومركا ومن ضمنها مقديشو، وكذلك في المناطق الداخلية القريبة منها. تحتوي اللهجات الساحلية على وحدات صوتية إضافية غير موجودة في اللغة الصومالية القياسية.
يشار إلى اللهجة البنادرية الصومالية كذلك باسم الصومالية الساحلية أو Af-Reer Xamar ("لغة أهل حمر").

## أصناف
قام اللغوي بلينش (2006) بتقسيم اللهجة إلى ثلاثة أقسام عامة:
- لهجة بنادر الشمالية (أبقال، أجوران، هوبر، جلجال)
- لهجة بنادر الجنوبية (حمري، بيمال)

## روابط خارجية
- ALSintl - اللغة الصومالية